# Goémons
Pour plus de détails, voir Fiche technique et Distribution.
Goémons est un film documentaire français réalisé par Yannick Bellon, réalisé entre 1946 et 1948.

## Fiche technique
- Réalisation : Yannick Bellon
- Directeur de la photographie : André Dumaître
- Musique : Guy Bernard sous la direction d'André Girard
- Collaboration technique: André Bureau, William Novik.
- Montage : Myriam
- Production : Étienne Lallier
- Directeur de production : Claude Hauser
- Distribution : (1949) L.P.C.
- Distribution (2024): les films de l'équinoxe
- Commentaire : Michel Vitold
- Interprètes : Les habitants de l’île de Béniguet
- Sauvegarde-restauration : Archives françaises du Film/CNC (1999)
- Lieu de tournage : Île de Béniguet (Finistère)
- Distinction : Grand Prix International du Documentaire, Venise 1948.
- Durée : 20 minutes (600 mètres)
- Date de sortie : 1949
- Visa CNC : 7956